# Френкі Адамс
Френкі Адамс (англ. Frankie Adams; нар. 3 січня 1994) — новозеландська акторка та боксер-аматор родом з Самоа.

## Раннє життя
Френкі народилася в країні Самоа, що розташована в південно-західній частині Тихого океану в Полінезії. Коли дівчині виповнилося 4 роки, її родина переїхала до Нової Зеландії. Також Френкі має коріння австралійських аборигенів по батьковій лінії.

## Кар'єра

### Акторська кар'єра
Френкі Адамс почала зніматися з 16 років, її першою роллю у 2010 році стала Ула Леві у мильній опері «Шортланд-стріт». Також у 2016 році вона зіграла роль Таши Ґудвін у телесеріалі «Вентворт» та Ілісу у фільмі «Тисяча канатів». З того ж року Адамс грає роль солдата Боббі Дрейпер, починаючи з 2-го сезону американського науково-фантастичного телесеріалу «Простір».

### Боксерська кар'єра
Як боксер Френкі брала участь у благодійному боксерському поєдинку «Fight For Life (Бої за життя)»; її тренував один з найкращих новозеландських тренерів Лоло Геімулі.

## Фільмографія
| Рік       |   | Українська назва           | Оригінальна назва              | Роль                                    |
| --------- | - | -------------------------- | ------------------------------ | --------------------------------------- |
| 2010—2015 | с |                            | Shortland Street               | Ула Леві (278 епізодів)                 |
| 2016      | с |                            | Wentworth                      | Таша Ґудвін (2 епізоди)                 |
| 2017      | ф |                            | One Thousand Ropes             | Іліса                                   |
| 2017—2022 | с | Простір                    | The Expanse                    | Роберта 'Боббі' В. Дрейпер (52 епізоди) |
| 2018      | ф | Смертні машини             | Mortal Engines                 | Ясміна                                  |
| 2023      | с | Втрачені квіти Еліс Гарт   | The Lost Flowers of Alice Hart | Кенді (7 епізодів)                      |
| 2023      | ф | Наступний гол — переможний | Next Goal Wins                 | Франжипані                              |
| 2026      | ф | Ваяна                      | Moana                          | Сіна                                    |